# Weislich-barlang
A Weislich-barlang az egyik olyan mesterséges üreg, amely a Duna–Ipoly Nemzeti Parkban, a Pomázon lévő Holdvilág-árokban található. Nem barlang. Turista útikalauzokban is le van írva.

## Megközelítés
A Holdvilág-árokban, az időszakos vízesésétől felfelé haladva, körülbelül 50 méternyire, nyugat felé kell elhagyni a völgytalpat. A völgytalpat szegélyező sziklafal takarásából hamarosan feltűnik a kissé távolabb, körülbelül 30 méterre levő, látványos, faragott oldalú sziklacsoport. Ez az úgynevezett Nagy-szikla, amelyben a Weislich-barlang van.
A fehér andezittufából álló Nagy-szikla könnyen felismerhető arról, hogy konkáv derékszögben, körülbelül 10 méter magasságig függőlegesre van faragva, az előterében pedig kőtörmelékkel borított, tálszerű mélyedés van. Az üreg alsó bejárata a faragott szikla délnyugatra néző falában van. Az alsó bejárat egy körülbelül három méter magas és két méter széles, háromszög formájú nyílás. A délkeletre néző fal felső harmadában pedig nyolc darab kaptárfülke látható.

## Leírás
Az üreg alsó, három méter magas, két méter széles és háromszög alakú bejárata egy fülkébe vezet, melyből egy 4,1 méter mély, három lépcsővel tagolt, függőleges akna, a lépcsőház vezet lefelé. Az akna falán néhol látszanak még az egykor volt kapaszkodók vas csonkjai, de jelenleg lejutni csak traverzálva, vagy kötél segítségével lehet. A Lépcsőház aknájának az aljából egy majdnem öt méter hosszú, enyhén lejtő folyosó indul északnyugat felé. Az alját vastagon borítják a fentről bedobált kövek, 2–3 méteres fadarabok és a szemét.
A folyosó közel derékszögben csatlakozik be a legalsó szinten levő Fő-folyosóba. Ennek a hossza 11,1 méter, a szélessége változó, középen 2,5 méterre kiszélesedik, míg az északkeleti végén csak egy méteres, a magassága 1,5–1,7 méter. Enyhén északkelet felé lejt. Az alján már kevesebb a kő és fadarab, a szemét, de itt található a felső aknabejárat egykori vasajtajának ledobott lapja. A Fő-folyosó délnyugati végéből egy ovális-ellipszis szelvényű, 14,9 méter magas, közel függőleges, 80–85°-os kürtő vezet a felső bejárathoz. E kürtő falában is lehet még néhány vascsonkot látni, amelyek a korábban létező kapaszkodók maradványai.
Kijutni a kürtőn korábban nem lehetett, mert a külszínhez közeli végébe egy lépcsőfoknak támaszkodó hatalmas, a kürtő szelvényét csaknem kitöltő kő volt. A követ felülről gurították a kürtő nyílásába, mely aztán a két méterrel lejjebb levő lépcsőnél megszorult és csak egy át nem járható rést hagyott szabadon. Azóta a kő ki lett bontva és a kürtő újra járható és mászható.
Az üreg felső, kürtős, ma már átjárható bejáratához a külszínen is eljuthatunk, ha a Nagy-szikla faragott oldalát az azt balról övező meredélyen megkerüljük és nagyjából a kaptárfülkék fölé érünk. Itt a sziklatornyok által körülfogott mélyedésben találjuk a téglalap formájúra faragott nyílást. Mellette az egykori vasajtó kerete is megtalálható félredobva. A nyílásban régebben volt egy méter mélységben egy begurított és megszorult kőtömb.
A felső bejárat jól rejtett helyzetben van. A sziklacsoport aljából végképp nem látszik, de fent, a tornyok között is csak közelről lehet észrevenni. Ez a rejtettség valószínűleg nem véletlen, talán védelmi, menekülési célokat szolgált. Érdekesség még a kürtő nyílásától északra levő, magasabb sziklatorony oldalába faragott görög betűs Krisztus monogram. Ez hasonlít az Y-ágú-barlang elágazásánál levő jelhez.
Továbbá, a nem túl régi időben kissé alakítottak rajta, a bejáratait vasajtókkal látták el és kürtőibe vas kapaszkodókat szereltek. Jelenleg igen rossz, szemetes állapotban van. A kürtők miatt sokan ugyan nem járnak benne, de annál többen dobálnak bele köveket, faágakat, üvegpalackokat és mindenféle egyéb szemetet.
A Weislich-barlangot Eszterhás István szerint teljes egészében szerszámokkal alakították ki az Y-ágú-barlanggal és a Vízesés-alatti-barlanggal közel azonos időben, azonos technikával. Üregének térrajza viszont jelentősen eltér az előbbi kettőétől, így talán a funkciója is más lehetett.
Az üregnek azért lett Weislich-barlang a neve, mert egy hiedelem szerint régen itt volt egy Weislich (vagy Veiszlics, Weiszlich, Weiszlics) nevű rabló rejtekhelye. Weislich csak a gazdagoknak ártott. Előfordul az üreg az irodalmában Holdvilág-árki-sziklasir (Bertalan, Schőnviszky 1976), Holdvilágárok barlangja (Schőnviszky 1937), Holdvilágárok-barlangja (Bertalan 1976), Holdvilág-árok-barlangja (Bertalan, Schőnviszky 1976), Holdvilág barlang (Kadić 1920), Holdvilág-sziklaüreg (Kadić 1952), Remete-barlang (Bertalan 1976), Veiszlics-barlang (Hazslinszky 1999), Weisslich-barlang (Mezei, Páli 1955), Weiszlich-barlang (Mezei, Páli 1955), Weiszlich barlang (Mezei, Páli 1955), Weiszlics-barlang (Schőnviszky 1937) és Weiszlik-barlang (Neidenbach, Pusztay 2005) neveken is.

## Kutatástörténet

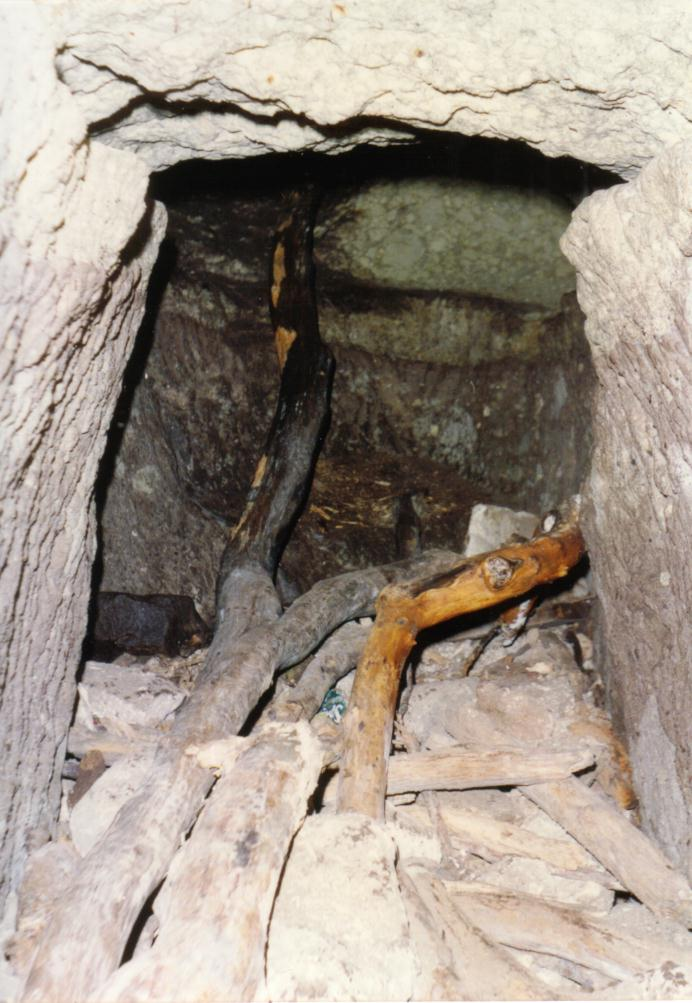
A Weislich-barlang belsejének részlete

Az 1920-ban napvilágot látott, Budapest Duna-jobbparti környéke című kiadványban szó van arról, hogy a Holdvilág-árok sziklakatlana után található egy nagy sziklafal, amelynek tövében, az úttól balra van egy beomlott barlang. A barlang a nép szerint a Kő-hegyig húzódik és Weiszlich rablóvezér búvóhelye volt. A barlanghoz közeli és feljebb, a hegyoldalban fekvő sziklaalakulatok alkalmasak sziklamászás (kéménymászások) gyakorlására, de kőzetük törékeny. Az 1920. évi Barlangkutatásban kiadott könyvismertetésben, amely a Budapest Duna-jobbparti környéke című könyvről szól, meg van említve, hogy a könyvben le van írva a Pilis hegységben található Holdvilág barlang.
Az 1924-ben megjelent, Budapest Duna-jobbparti környéke című kiadványban meg van ismételve az 1920-ban publikált könyv Weislich-barlangot bemutató része. Az 1926–1927. évi Barlangkutatásban szó van arról, hogy az 1923–1924-ben Tasnádi Kubacska András és Véghelyi Lajos által végzett denevér-megfigyelések során barna hosszúfülű-denevér (Plecotus auritus L.) került elő a Pilisvörösváron lévő Holdvilág-árok mesterségesen kivájt üregéből. Az 1929-ben publikált, Thirring Gusztáv által szerkesztett útikönyvben az van írva, hogy a Holdvilág-árok sziklakatlana után lévő nagy sziklafal aljában, az úttól balra található egy beomlott barlang. A nép szerint a Kő-hegyig terjed a barlang. Weiszlich vagy Veiszlics rablóvezér rejteke volt az üreg. A rabló réme volt a vidék gazdagjainak, de nem bántotta a szegényeket. A barlang környékén és feljebb (a hegyoldalban) elhelyezkedő sziklaalakulatok alkalmasak sziklamászó-iskolának (kéménymászások), de törékeny a kőzetük.
A Turisták Lapja 1937. évi évfolyamában kiadott és Schőnviszky László által írt tanulmányban az olvasható, hogy a Holdvilágárok barlangja, más néven a Weiszlics-barlang a Holdvilág-árok vízesésétől kissé felfelé, balra, egy andezittufa sziklafal letörésének alján van. A csúcsos, háromszögalakú nyílás pár métert lefelé egy kis terembe vezet, ahonnan egy másik kürtő is a szabadba nyílik. A kürtőben és még néhány helyen emberi kéz nyomai, lépcsőszerű kivájások figyelhetők meg. Állítólag valamikor Weiszlics rablóvezér tanyája volt. Jórészt eltömődött.
Az 1943. évi Barlangvilágban megjelent tanulmány szerint a Holdvilág-árok vízesésétől nem messze, a szakadék nyugati peremén van egy barlang, a Weislich-barlang és ezért lehet, hogy a vízesés alatt lévő két üreg, a Vízesés-alatti-barlang és az Y-ágú-barlang természetes eredetű. A Holdvilág-árok nyugati oldalában van barlang, jelenleg beomlott állapotban. A nép szerint a barlang elért a Kő-hegyig és egy Weiszlich, vagy Veiszlics nevű rablóvezér rejtekhelye volt, aki réme volt a vidék gazdagjainak, de a szegényeket nem bántotta. Az 1948-ban kiadott, Szegő István által írt útikönyvben az van írva, hogy a Holdvilág-árok sziklakatlana után lévő nagy sziklafal aljában, az úttól balra található egy barlang. A barlang a népmonda szerint egészen a Kő-hegyig nyúlik a hegység gyomrába és egykor Weiszlich rablóvezér rejtekhelye volt. A legújabb ásatások alapján az üreg szakrális hely volt. Még nincs megállapítva, hogy népvándorláskori vagy későbbi idők áldozati helye.

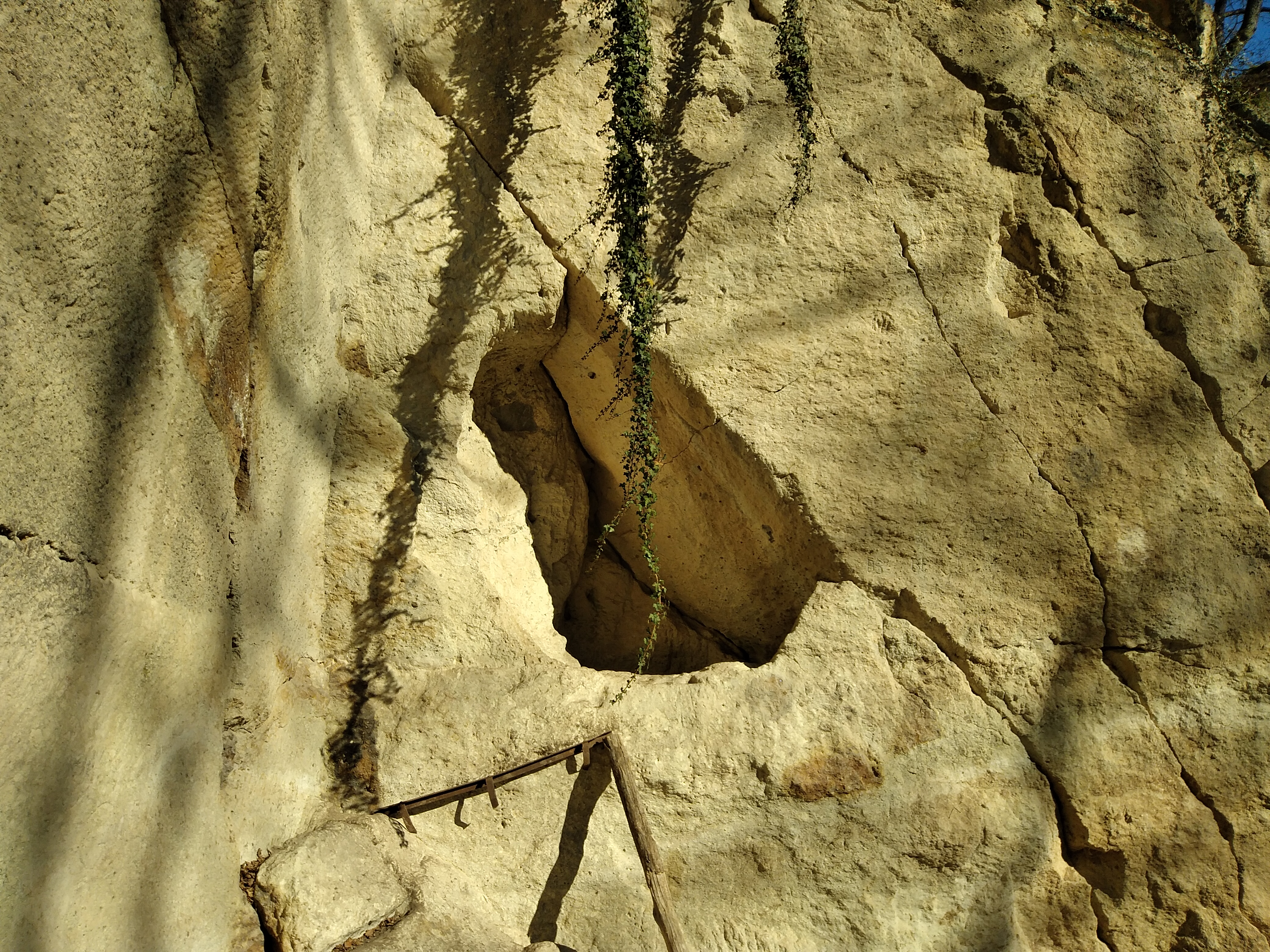
A Weislich-barlang bejárata

Kadić Ottokár az 1952-es kéziratában leírta a Holdvilág-sziklaüreget (Pomáz), másik nevén Weiszlics-barlangot. A kéziratban arról van szó, hogy az üreg Pomáz határában, a Holdvilág-árokban, a vízeséstől kissé feljebb, balra, andezittufa letörés alján helyezkedik el. Háromszög alakú bejárata néhány méterre lefelé, egy kis terembe vezet. Onnan a szabadba kürtő nyílik. A kürtőben lépcsőszerű kivájások vannak. A szájhagyomány szerint ebben az üregben tanyázott régen Weiszlics rablóvezér. Ma már el van tömődve legnagyobb része. Az ismertetés két irodalmi mű alapján lett írva. Az 1955. évi Természetjárás júliusi számában közölve lett, hogy a Stromfeld-emléktúra egyik állomása a Holdvilág-árok mellett található barlangnál volt, ahová a cikk szerzője, Tokaji Tibor és társai majdnem egyszerre érkeztek a Belkereskedelmi Tanulóiskola 22 tagú csapatával. Az 1955. évi Természetjárás decemberi számában meg van említve, hogy a Holdvilág-árok mélyén, közel a nagy zuhataghoz van egy félig mesterséges barlang, amely a hiedelem szerint régen zsiványtanya volt.
Az 1967-ben napvilágot látott, Pilis útikalauz című könyvben az van írva, hogy a Nagy-Csikóvár oldalába mélyülő Holdvilág-árok vízesése közelében több üreg figyelhető meg. A szakadék nyugati peremén, a hegy oldalában egy nagy, körülbelül 20 méter magas, andezittufa sziklafal alján háromszög alakú nyílás vezet a Weiszlich-barlangba, amely a néphiedelem szerint Weiszlich rablóvezér rejtekhelye volt. A bejáraton át függőleges aknába lehet jutni, amely kis terembe vezet, ahonnan hirtelen töréssel egy másik meredek akna nyílik a szabadba. Az üregben sok helyen figyelhető meg az emberi kéz munkája, tágítás, lépcsőszerű kivájások formájában. A barlang, ha volt is eredetileg természetes ürege, mai formájában jórészt mesterséges.

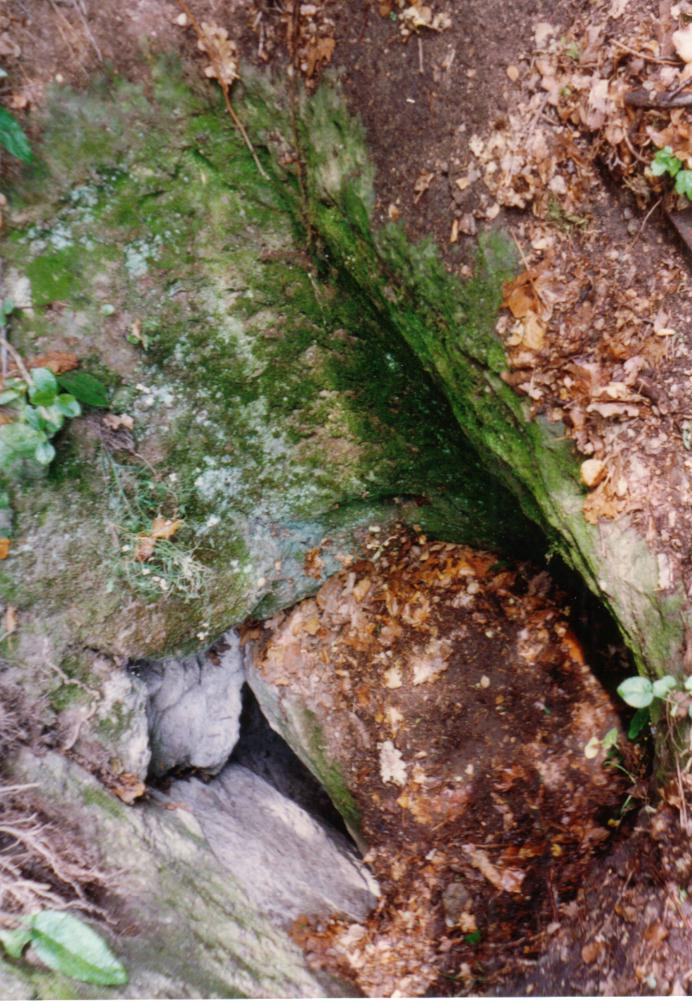
A Weislich-barlang kürtőjének bejárata kívülről egy kővel volt eltorlaszolva

Az 1971. évi  Archaeologiai Értesítőben lévő, Erdélyi István által írt tanulmányban szó van arról, hogy a Holdvilág-árokban található Nagy-szikla jobb oldali hátsó falából merőlegesen kiálló sziklafalba lett bemélyítve egy teljes egészében emberkéz által vágott barlang háromszögre emlékeztető alakú bejárata. Az üreg mélyére nagy lépcsőfokokon lehet lemenni, majd keskeny folyosón keresztül elérhető egy nagyobb helyiség. Majdnem téglalap alakú ez a helyiség, amelynek túlsó végéből kürtő vezet fel a hátsó sziklafal felső pereméig. Régen a kürtő felső nyílásánál sziklatömbök sorakoztak, ezért egy kis folyosóba torkollott a kürtő. Később ezeknek a sziklatömböknek egy része lehullott az előtérre. A legutoljára leesett sziklatömb a második világháború utáni években hullott le.
A kürtő alsó végénél néhány rovásjel figyelhető meg. A kürtő felső végébe, melyet Sashegyi Sándor vasajtóval zárt le az általa végzett ásatás után, felelőtlen kirándulók (a vasajtót letépve) egy sziklatömböt gurítottak. A kijutást régen a faragott kürtő belső falán kialakított három mélyedés könnyítette meg. Erdélyi Istvánék az 1960-as években végzett feltárások során elkészítették a kürtő aljánál található rovásjelek gipszmásolatait. Itt 5 rovásjel van, amelyek egyszerű jelek kettő kivételével. Jellegük és állapotuk miatt nem úgy tűnik, hogy modern vésetek, de mégsem járt sikerrel megfejtésük. Erdélyi Istvánék találtak a Nagy-szikla barlangküszöbének előterében egy vas csatfibulát. Ez a csatfibula típus valószínűleg a honfoglalás utáni évszázadban is használatban volt. A publikációba bekerült a felső barlang bejárata előtti részen talált csatfibula fényképe.
A Holdvilág-árok tárói valószínűleg fémbányászat nyomai. Magnezitben gazdag tufa volt az az anyag, amely itt bányászva lett minden bizonnyal a korai középkorban. A tufából iszapolással nyerték ki a magnezitet, majd kohósítással dúsították. Valószínűleg a közelben lévő Kovácsin fel is lett dolgozva az anyag. Az 1951-ben végzett vizsgálat szerint a mágnesvastartalom átlagban 2%, de néhány kis kiterjedésű helyen valószínűleg sokkal több. Az analízis kimutatott nyomokban nikkelt is. Részletesen át kellene vizsgálni, valamint össze kellene hasonlítani a telkibányai és a zalatnai emlékekkel a Holdvilág-árok bányászati emlékeit. Bányatörténeti, kohászattörténeti szempontból lenne legfontosabb a Holdvilág-árokban lévő emlékek további kutatása. A kovácsolás, a kohászat a honfoglalás korában és a koraközépkorban a titkokkal övezett mesterségek közé tartozott. Valószínűleg az sem véletlen, hogy ez az emlékcsoport éppen Kurszán, a szent fejedelem nemzetségének birtokán van. A tanulmányban látható a Nagy-szikla barlangjának alaprajz térképe, amelyet Wolsky M. készített.
Az 1974-ben napvilágot látott, Pilis útikalauz című könyvben, a Pilis hegység és a Visegrádi-hegység barlangjainak jegyzékében (19–20. old.) meg van említve, hogy a Pilis hegység és a Visegrádi-hegység barlangjai között van a Weiszlich-barlang. A Visegrádi-hegység barlangjait leíró rész Weiszlich-barlangról szóló leírása megegyezik az 1967-ben kiadott útikalauz Weislich-barlangot bemutató leírásával. Az 1976-ban befejezett, Magyarország barlangleltára című kéziratban az olvasható, hogy a Visegrádi-hegységben és a Pilis hegységben, Pomázon elhelyezkedő Weiszlich-barlang további nevei Holdvilágárok-barlangja és Remete-barlang. A Nagy-Csikóvár csúcsától DNy-ra 800 m-re, a Holdvilág-árokban, kb. 350 m tszf. magasságban van bejárata. A vízeséstől felfelé haladva bal kéz felé, sziklaletörés alján nyílik. Legalábbis részben mesterséges üreg, amelynek kürtője van. A Magyar Nemzeti Múzeum ásatott benne. A kézirat üregre vonatkozó része 3 irodalmi mű alapján lett írva.

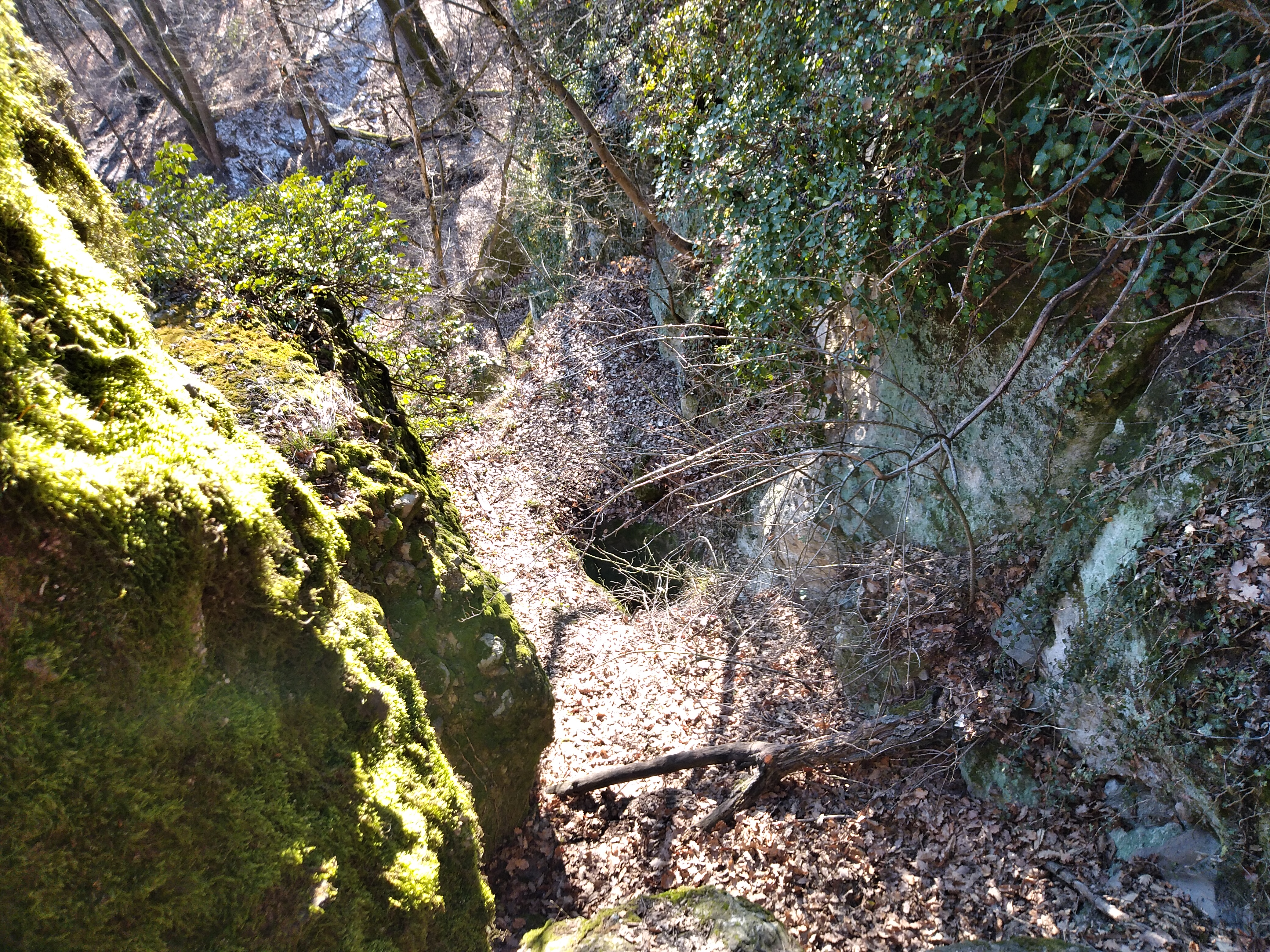
A Weislich-barlang felszínre nyúló kürtője

A Bertalan Károly és Schőnviszky László által összeállított, 1976-ban megjelent Magyar barlangtani bibliográfia barlangnévmutatójában meg van említve az üreg két külön üregként. Az egyik üreg, talán szénkutató tárna a Pilis hegységben van és Holdvilág-árki-sziklasirnak van nevezve. A barlangnévmutatóban meg van említve 2 irodalmi mű, amelyek foglalkoznak ezzel a nevű üreggel. Az 1941. évi 9. számú tétel nem foglalkozik vele, az 1941. évi 10. számú tétel foglalkozik vele. A Pilis hegységben lévő másik, mesterségesen kiszélesített barlangnak Holdvilág-árok-barlangja a neve és Weiszlich-barlang a névváltozata. A barlangnévmutatóban fel van sorolva 4 irodalmi mű, amelyek ezzel a nevű üreggel foglalkoznak.
Az 1980. évi MKBT Beszámolóban megjelent a Békásmegyeri Barlangkutató Csoport 1980. évi jelentése, amely szerint 5 kaptárfülke van befaragva a két nyílású (kürtős) Weiszlich-barlang alsó bejárata előtti meredek sziklafalba, ember által jelenleg nem elérhető magasságban. A Weiszlich-barlang mesterségesen kifaragott üregrendszer. Az üreg előtti terület szemmel láthatóan egy nagy berogyás eredménye, amely valószínűleg azt bizonyítja, hogy alatta régen a Weislich-barlanggal összefüggő üregrendszer volt. Egy Krisztus monogram (Krisztus nevének görög kezdőbetűi) található a Weiszlich-barlang feletti részen. A Weislich-barlang és a Karolina-árok között lévő hegyoldalban van egy kaptárfülke. A csoporttagok elképzelése szerint minden bizonnyal ugyanakkor hozták létre a három különálló, mesterséges üreget (Weislich-barlang, Vízesés-alatti-barlang és Y-ágú-barlang). Ezt jelzi az üregek azonos belmérete és az üregek kialakításának véséstechnikája.

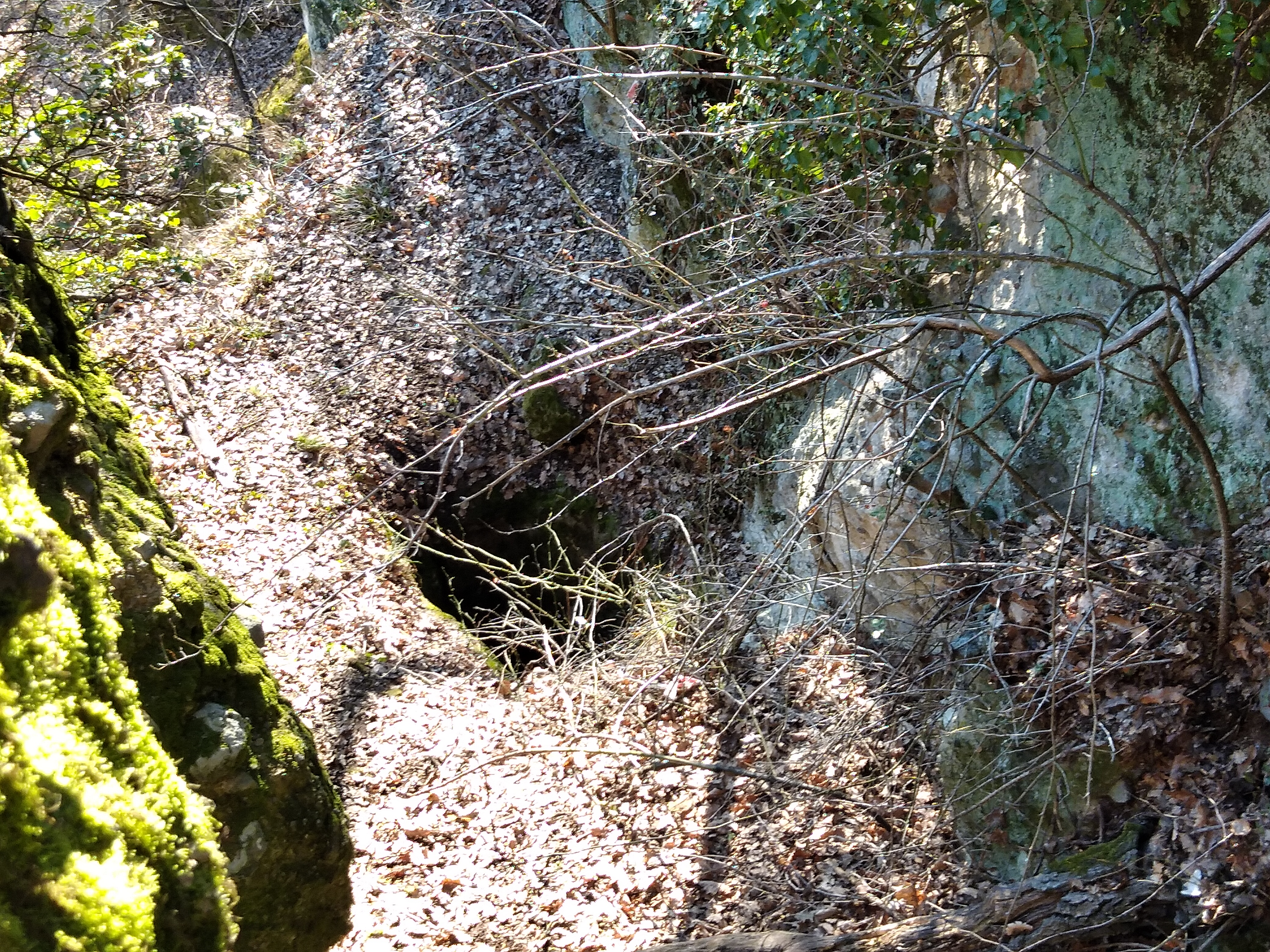
A Weislich-barlang felszínre nyúló kürtője

A tagok még nem tudják megmagyarázni, hogy miért lettek kialakítva a mesterséges barlangokon kívül, szálkőzeten lévő, szabályos, kerek, nem mély, vízszintes lyukak, amelyek a Weislich-barlang előtti járószint felett, valamint a vízesésétől balra vannak. Ezekbe valószínűleg egy csigarendszer vízszintes tartógerendáinak végei lettek beágyazva, hogy az üregek készítésekor kitermelt kőzetet a felszínre lehessen szállítani. A vízesés környékének részletes megfigyelése alapján arra következtettek, hogy a Weislich-barlang és az attól légvonalban kb. 50 m-re, de alacsonyabban elhelyezkedő Vízesés-alatti-barlang egy egymással összefüggő üregrendszert képeztek. Eróziós pusztulás később szétválasztotta a két üreget.
Véletlenül felfedeztek egy 10 cm átlagvastagságú, több méter hosszan húzódó morzsalékos réteget, amely két vulkáni réteg közé ágyazódott be. Ez a réteg másodlagos gyémántot (gránát) tartalmaz. A gránát színe barna, átmérője 2–3 m. Ebből kb. 20–25 db található 1 kg kőzetben. Az Y-ágú-barlang térd- és derékmagasságban kettészeli ezt a réteget. Az üreg mindkét ágában folytatódik a rétegvonal, sőt, az üregen belül több réteg is megfigyelhető, amelyek egymással párhuzamosak. Mivel keménysége miatt (az üveget karcolja) minden bizonnyal alkalmas díszítőelemnek és ipari felhasználásra, ezért lehet, hogy összefüggés van a mesterséges barlangok készítése és egy esetleges korabeli bányaművelés között. A Weislich-barlangban és a Vízesés-alatti-barlangban ugyan még nem kerültek elő ilyen rétegek, de nincsenek még teljesen feltárva ezek.

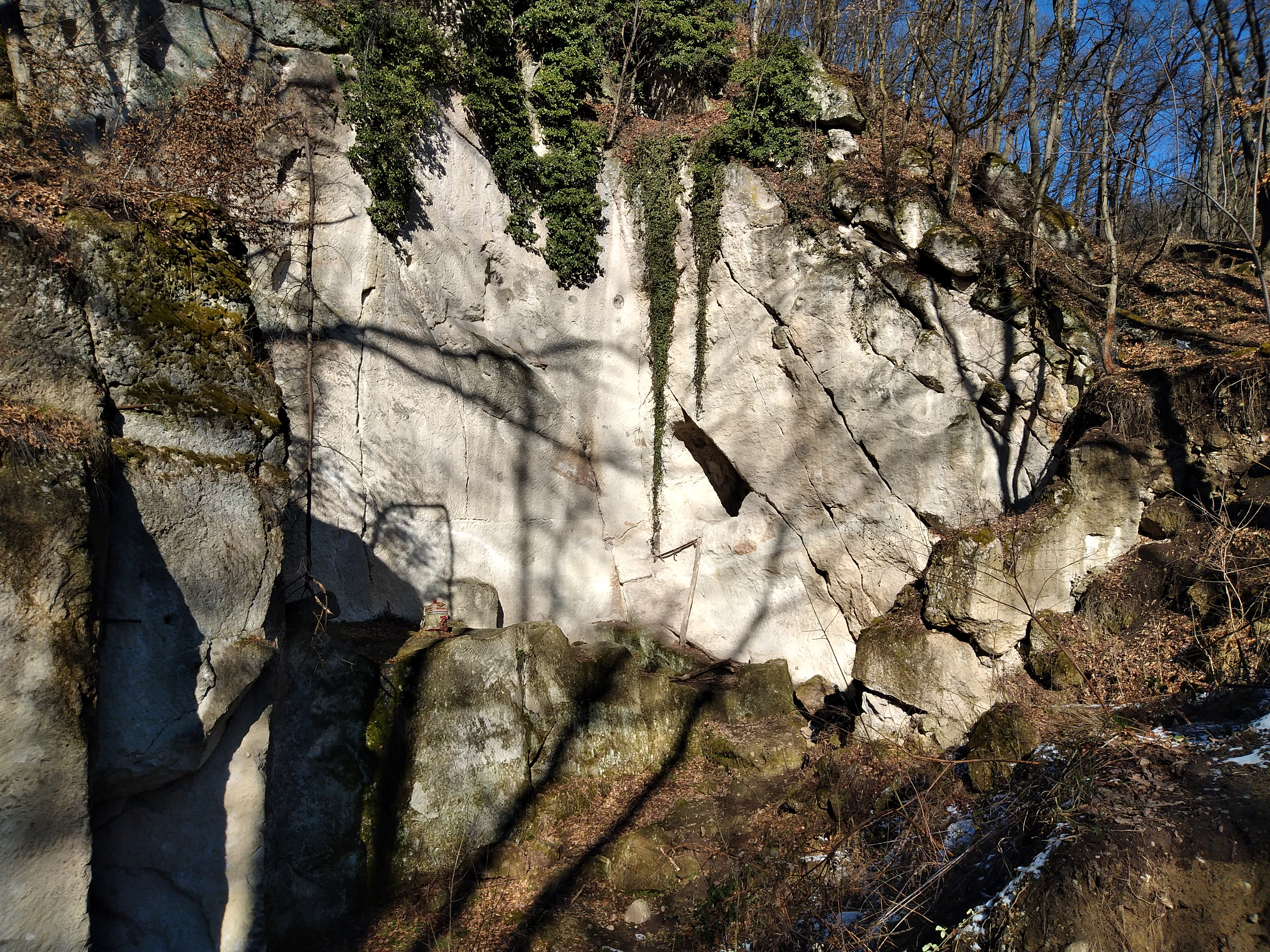
A Weislich-barlang bejárata távolról fényképezve

Az 1984-ben megjelent, Magyarország barlangjai című könyv országos barlanglistájában szerepel az üreg a Szentendre–Visegrádi-hegység barlangjai között Weiszlich-barlang néven Remete-barlang és Holdvilágárok barlangja névváltozatokkal. A listához kapcsolódóan látható a Dunazug-hegység barlangjainak földrajzi elhelyezkedését bemutató 1:500 000-es méretarányú térképen az üreg földrajzi elhelyezkedése. Az 1986-ban napvilágot látott, Magyarország régészeti topográfiája című könyvben az van írva, hogy a Holdvilág-árok egyik emlékcsoportja a mesterséges barlangokból áll. Ezek közül az egyik a Nagyszikla területén található. Kora középkori fémbányászat nyomainak véli Erdélyi István is a Holdvilág-árokban lévő tárókat (Weislich-barlang, Y-ágú-barlang és Vízesés-alatti-barlang).
Eszterhás István Magyarország nemkarsztos barlangjainak listája című, 1989-ben készült kéziratában az olvasható, hogy a Visegrádi-hegységben, a 4900-as barlangkataszteri területen, Pomázon lévő Weiszlich-barlang másik neve Holdvilág-árok-barlangja és Remete-barlang. A barlang andezittufában alakult ki és ismeretlen méretű. A listában meg van említve az a Magyarországon, nem karsztkőzetben kialakult, létrehozott 220 objektum (203 barlang és 17 mesterséges üreg), amelyek 1989. év végéig váltak ismertté. Magyarországon 7 barlang keletkezett andezittufában. Az összeállítás szerint Kordos László 1984-ben kiadott barlanglistájában fel van sorolva 119 olyan barlang is, amelyek nem karsztkőzetben jöttek létre.

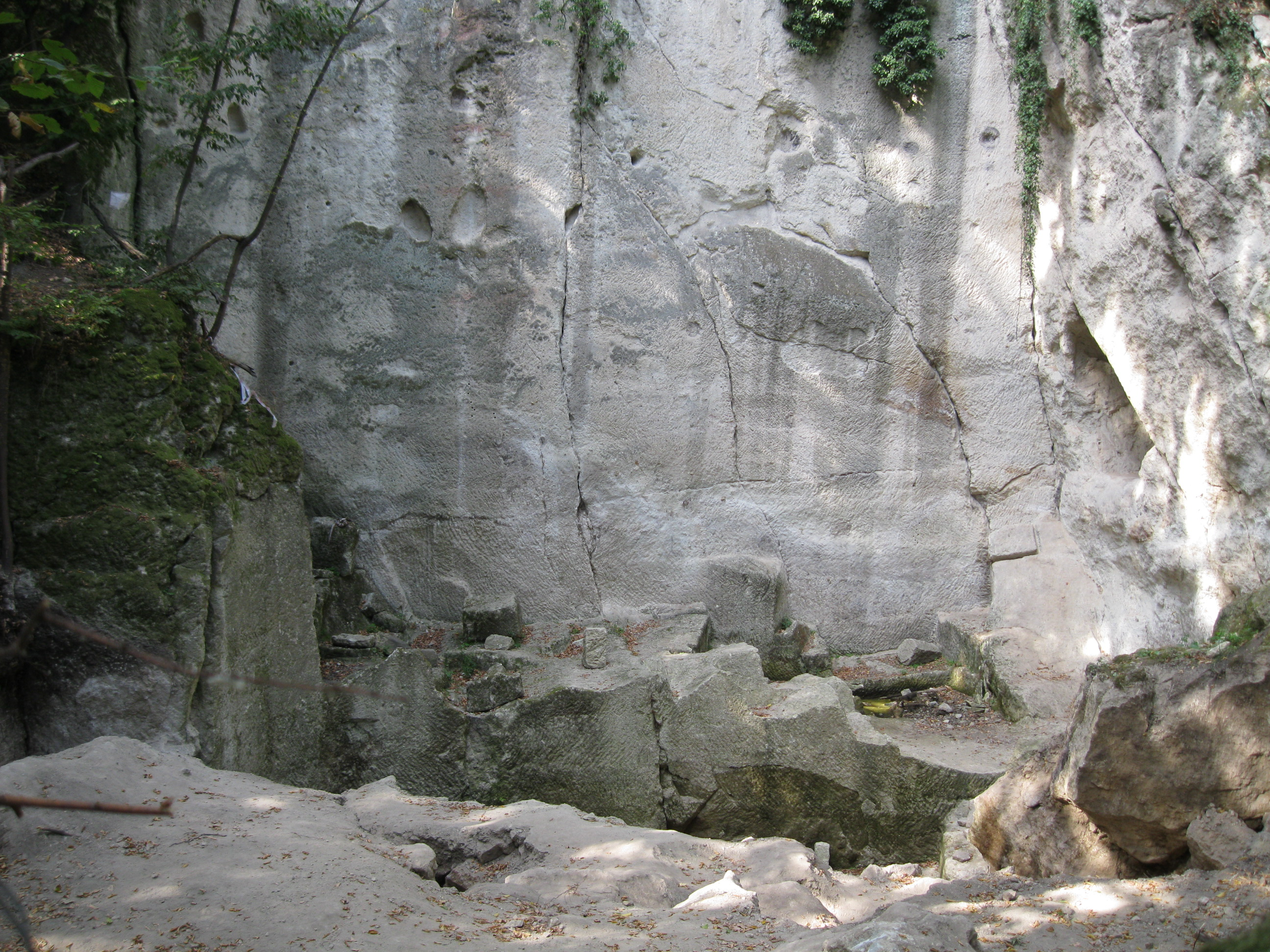
A Holdvilág-árokban lévő Nagy-szikla, amelynek jobb oldalán látható a Weislich-barlang bejárata

Az Eszterhás István által írt, Magyarország nemkarsztos barlangjainak lajstroma című, 1993-ban készült kézirat szerint a Pomázon lévő Weislich-barlang andezitagglomerátumban lett kialakítva. A mesterségesen létrehozott, barlangnak nevezett üreg 47 m hosszú és 17,5 m függőleges kiterjedésű. Az összeállításban fel van sorolva az a Magyarországon, nem karsztkőzetben kialakult, létrehozott 520 objektum (478 barlang és 42 mesterséges üreg), amelyek 1993 végéig ismertté váltak. Magyarországon 53 barlang, illetve mesterségesen létrehozott, barlangnak nevezett üreg alakult ki, lett kialakítva andezitagglomerátumban. A Visegrádi-hegységben 5 mesterségesen létrehozott, barlangnak nevezett üreg lett kialakítva nem karsztkőzetben.
Az MKBT Vulkánszpeleológiai Kollektívájának 1997. évi évkönyve szerint az üregben talált leletek adták az alapját az 1941-es sajtóviharnak, mely során több mint 200 újságcikk foglalkozott a szenzációval, hogy megtalálták Árpád magyar fejedelem sírhelyét, illetve egy pogány kultikus helyet, vagy netán a pálos rend alapítójának, Boldog Özsébnek a remetelakhelyét. Más újságok pedig cáfolták e feltevéseket, állításokat. Erdélyi István ásatása során csupán egy vas csatfibula került elő, amely nem volt kormeghatározó. Fülöp és Vértesy ásatása pedig meddőnek bizonyult. Így, az igen kevés kormeghatározó lelet után továbbra is tisztázatlan maradt, hogy kik és mikor, illetve milyen célból faragták meg a Nagy-sziklát, valamint vésték ki a Weislich-barlangot, a kaptárfülkéket és tettek karcolt jeleket a falakra.
A 2001. november 12-én készült, Magyarország nemkarsztos barlangjainak irodalomjegyzéke című kézirat barlangnévmutatójában szerepel a Weislich-barlang. A barlangnévmutatóban fel van sorolva 37 irodalmi mű, amelyek foglalkoznak az üreggel. A 364., a 366., a 398., a 458., a 498. és az 526. tételek nem említik, helyettük a 363., a 365., a 396., a 457., a 497. és az 525. tételek említik. A 39. számú munkában nincs említve.

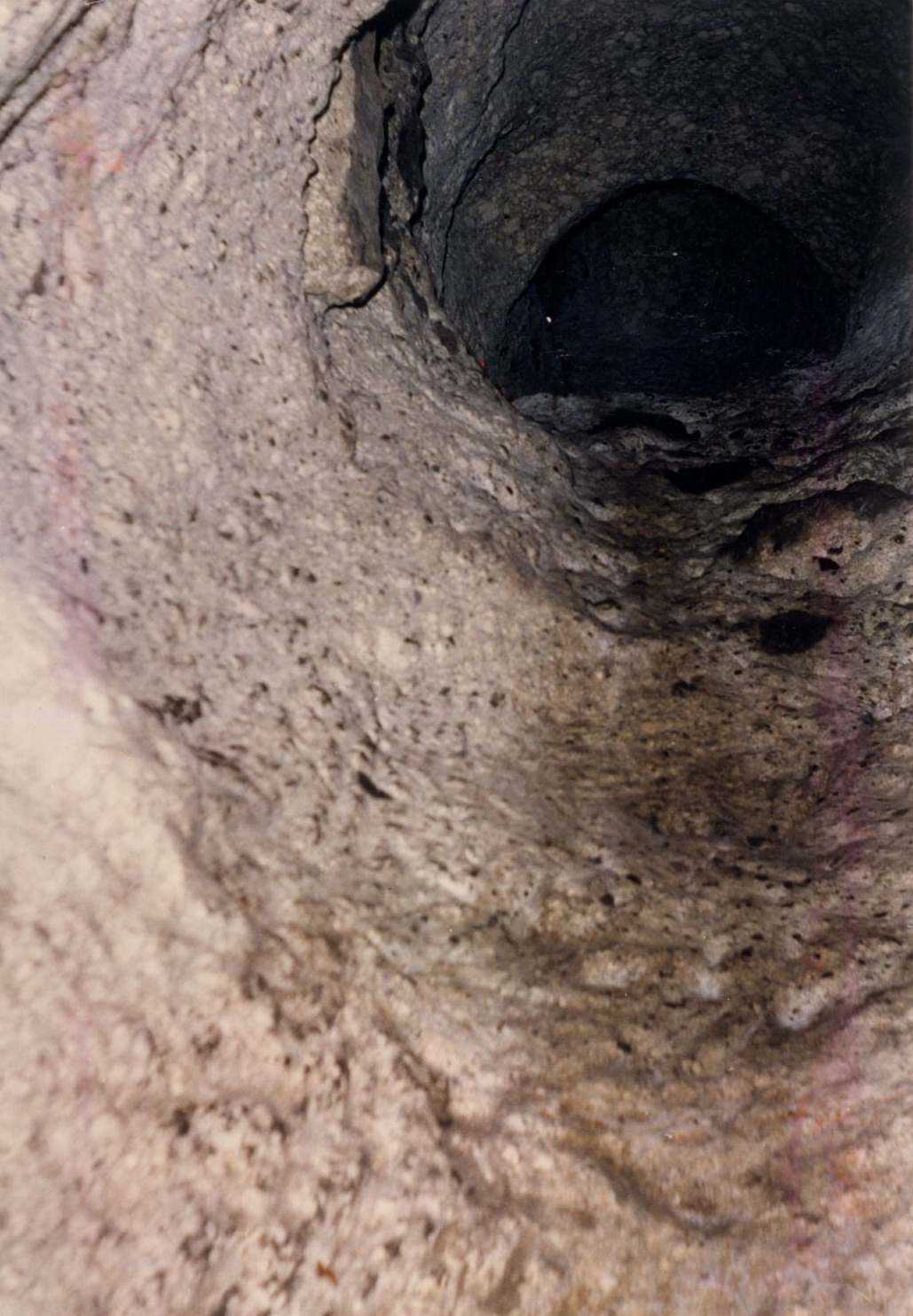
A Weislich-barlang kürtőjének alja

A 2005-ben megjelent, Magyar hegyisport és turista enciklopédia című könyvben található Holdvilág-árok szócikk szerint a Holdvilág-árok középső részén van a Weiszlich barlang és több más üreg. Szintén az árok alsóbb szakaszán lévő barlangban van egy ősemberi kultuszhely. A kiadványban önálló szócikke van az üregnek. A Weiszlik (Weiszlich)-barlang szócikk szerint a Weislich-barlang (Pilis hegység, Holdvilág-árok) a Visegrádi-hegységben található mesterséges üreg. A Holdvilág-árok időszakos vízesése felett, a látványos, faragott oldalú Nagy-sziklacsoportban nyílik. A két bejáratú és függőleges részekkel tagolt járat létrehozásának kora és rendeltetése ismeretlen. Alsó, 3 m magas, 2 m széles és háromszög alakú bejáratánál 8 kaptárfülke figyelhető meg. Régen vaslépések segítették a közlekedést az aknákban. Jelenleg egy hatalmas sziklatömb zárja le a felső bejáratát.
A 2013-ban publikált és Varga Gábor által írt tanulmányban a Pest megyében lévő Pomázon elhelyezkedő és 11257 lelőhely-azonosítójú Holdvilág-árok a mesterséges üregként nyilvántartott régészeti lelőhelyek közé van sorolva.
A 2014. évi Karsztfejlődésben megjelent tanulmányban az olvasható, hogy a Holdvilág-árokban kivájt egyik üregben rendezkedett be Weislich rablóvezér. Vannak barlangszerű, de mesterséges üregek a Visegrádi-hegységben, melyeket többnyire barlangnak is neveznek. Hét ilyen mesterséges üreg ismert 532 m hosszúságban. Legnagyobb jelentőséggel bír a pomázi Holdvilág-árok mesterségesen készített három ürege: a Weislich-barlang, az Y-ágú-barlang és a Vízesés-alatti-barlang. Nagy sajtóvisszhangot kapott az ásatások értékelése miatt a Holdvilág-árok mesterséges három ürege. A Széchy Dénes-barlang és a Holdvilág-árokban található három üreg (Weislich-barlang, Vízesés-alatti-barlang, Y-ágú-barlang) előterének régészeti ásatásával ókori, középkori és kora újkori leleteket fedeztek fel.
A publikációban meg van említve a Weislich-barlang biogén kitöltődése. Az üregbe leginkább 2–3 m-es, vastag faágak vannak hordva. A Visegrádi-hegység barlangszerű, de mesterséges 7 üregének egyike a Pomázon lévő, 43,7 m hosszú és 17,5 m függőleges kiterjedésű üreg. Jelenleg a Szörényi Levente által alapított Holdvilág Alapítvány végez feltárásokat az üreg környékén, ezért egy kerítéssel néhány éve lezárták a Nagy-szikla környékét. A publikációhoz mellékelt, a Visegrádi-hegység 10 m-nél hosszabb barlangjainak elhelyezkedését bemutató ábrán látható az üreg földrajzi elhelyezkedése. A helyszínrajzot Eszterhás István szerkesztette. A tanulmányban van egy színes fénykép, amelyen a Weislich-barlang alsó bejárata figyelhető meg.

## További irodalom
- Eszterhás István: Legenden über vulkanische Höhlen in Ungarn. Jahresbericht der Höhlenforscher-gruppe Rhein-Main, Frankfurt a. M. 1997. 50–55. old.
- Eszterhás István: Legenden über vulkanische Höhlen in Ungarn. Slovenský Kras, 1999. (37.) 29–36. old.
- Gallus Sándor: Pomáz romemlékeinek feltárása elsőrendű nemzeti feladat. Nagy Budapest, 1941. március 21. (4. évf.) 3. old.
- Incze Attila: Ércesedési nyomok vizsgálata a Visegrádi-hegységben. Kézirat, szakdolgozat a JATE-n, Szeged, 1990
- Kristóf Sándor szerk.: Hétvégi túrák hazánk legszebb tájain. Budapest, 1958. 46., 48., 175., 200. old.
- Markos Béla: Budapest és tágabb környéke. Budapest, 1948 (Budapest környéke 1:200.000-es térképmelléklete, jelölve van)
- Mészáros Gyula: Fejedelmi temetkező hely a Holdvilágárok sziklasírjában. Nagy Budapest, 1941. augusztus 1. (4. évf. 27. sz.) 3. old.
- Mészáros Gyula: Az országfoglaló népelem monumentális kultuszhelye és egyetlen feliratos emléke a pomázi Holdvilágárokban. Nagy Budapest, 1941. november 7. (4. évf. 38. sz.) 3. old.
- Michnai Attila: Pomáz – Holdvilág-árok, Nagy-szikla. Kézirat. Budapest, 1981 (ásatási napló a Magyar Nemzeti Múzeum Adattárában)
- Nováki Gy.: Archáologische denkmáler der eisenverhüttung in Nordostungarn aus dem X.–XII. jahrhundert. Acta Archaeologica Academiae Scientiarum Hungaricae, 1969 (21. köt.) 304., 330. old.
- Sashegyi Sándor: Pilis – Salabasina. Kézirat, 1936 (a kézirat megtalálható a Magyar Nemzeti Múzeum Adattárában)
- Sashegyi Sándor: Háromezer éves kultúráról tanúskodnak a pomázi ásatások. Nagy Budapest, 1941. május 30. 3. old.